# Alpaida lanei
Alpaida lanei är en spindelart som beskrevs av Levi 1988. Alpaida lanei ingår i släktet Alpaida och familjen hjulspindlar. Inga underarter finns listade i Catalogue of Life.